# آب‌انبار کاشفی
آب‌انبار کاشفی مربوط به دوره پهلوی است و در سمنان، خیابان مطهری، چهارراه صاحب‌الامر، جنب شهرداری واقع شده و این اثر در تاریخ ۲۵ خرداد ۱۳۸۱ با شمارهٔ ثبت ۵۸۳۳ به‌عنوان یکی از آثار ملی ایران به ثبت رسیده است.